# Sangre en la Calle del Turco
Sangre en la calle del Turco es una novela histórico del expolítico, historiador y escritor cordobés José Calvo Poyato. El libro noveliza los sucesos que acabaron desembocando en el asesinato del general Prim durante los convulsos años previos a la llegada de Amadeo I de Saboya a España, después de la Revolución de 1868.

## Argumento
Fernando Besora es un joven periodista que, buscando hacerse un nombre en el panorama literario español, llega a Madrid poco después de la Revolución de septiembre de 1868 que destronó a Isabel II y cuyo principal protagonista fue el general Prim. Como reportero de La Iberia, diario progresista fundado por Calvo Asensio en 1854, Fernando indaga en un oscuro suceso acaecido en un palacete de la calle Carretas que lo llevará a descubrir una trama con peligrosas ramificaciones, en un Madrid expectante ante el abanico de posibilidades abierto por la caída de Isabel II.